# دچمویری
دِکِم‌ویری، شورای ده‌نفره یا کالج ده مرد (لاتین: decemviri consulari imperio legibus scribundis) به کمیسیون‌های رسمی ۱۰ نفره که توسط جمهوری روم تأسیس شده‌است، اشاره دارد. وظیفه این شورا تدوین و اصلاح قوانین جمهوریِ روم بود. بعداً به کالج پانزده نفر یا کمیته پانزده نفره امور مقدس تبدیل شد.

## بررسی اجمالی
در روم باستان سه نوع فال وجود داشت:
1. «آئوسپیکم» (auspicium)، یا مشاهده پرندگان توسط آگور
2. «از طریق آسمان» (ex caelo)، یا تفسیر توسط کمیته پانزده نفره امور مقدس بر اساس کتاب‌های سیبیلی
3. «ابطال» (avibus)، بررسی و فال‌بینی با جگر یک قربانی توسط هاروسپکس[۱]

مهم‌ترین آنها دو دچمویری‌ای بودند، که به‌طور رسمی «دچمویری با قدرت کنسولی برای نوشتن قوانین» (در لاتین): decemviri consulari imperio legibus scribundis) نام داشتند که قانون روم را در جریان درگیری‌های مبارزه قانون‌ها که در روم باستان بین اشراف «پاتریسی‌ها» و مردم عادی « پلبی‌ها» رخ داد اصلاح و مدون کردند.

## شورای ده‌نفره با اختیارت کنسولی برای  تدوین قوانین
پیش زمینه
در سال ۴۶۲ ق.م فردی به نام گایوس ترنتیلوس (لاتین: Gaius Terentilius Harsa) که تریبون عوام بود. خواستار آن شد که با محدود ساختن قدرت کنسول‌های روم از جمعیت توده‌ی مردم (پلبی‌ها) محافظت نماید. برای انجام چنین کاری، پیشنهادِ قانونی را داد که کمیسیون یا شورایی ده‌نفره برای بررسی و تعیین قدرت کنسول‌ها تشکیل گردد.
پاتریسی‌ها که مخالف این محدودسازی بودند، ترتیبی دادند تا بحث برسر این قانون هشت سال به درازا بکشد و تصویب نشود. بالاخره، در سال ۴۵۴ ق.م تریبون‌های عوام از پیگیریِ آن دست کشیدند، و در عوض از اشراف و سنای روم خواستند تا «با انتصاب هیئتی از قانون‌گذاران، متشکل از نفرات برابر از پاتریسی‌ها و پلبی‌ها، به وضع آنچه برای هر دو طرف سودمند باشد و آزادی هر دو را تضمین کند موافقت به عمل آورند». پاتریسی‌ها این پیشنهاد را قابل قبول یافتند اما به شرط آنکه تمامی قانون‌گذاران از میان ایشان انتخاب گردد. موافق سخنان تیتوس لیویوس، تاریخ‌نگار سرشناس رومی، قرار شد سه فرستاده برای بررسی قوانین سولون و تفحص درباره‌ی قوانین دولت‌شهر‌های یونان به آن کشور اعزام شوند.
در سال ۴۵۲ پیش از میلاد فرستادگان با قوانین آتن بازگشتند و تریبون‌های عوام با تحت فشار قرار دادن دیگر طرفین خواستار آغاز به تألیف و تدوین آن قوانین شدند. قرار شد ده‌مرد با اختیارات کنسولی برای تدوین‌ و نگارش قوانین که فعالیت‌شان مورد بازخواست و اعتراض هیچ مرجعی قرار نمی‌گرفت انتخاب شوند و مناصب کنسولی و تریبونی نیز به حالت تعلیق درآیند. پس از بحث‌هایی پیرامون آنکه چند تن از میان پلبی‌ها نیز در جمع قانون‌گذاران پذیرفته شود یا خیر، تریبون‌های عوام پذیرفتند که در ازای آنکه قانون پیشنهادی ایشان لغو نگردد، اعضای شورا تنها از میان پاتریسی‌‌ها گزین گردد. بدین ترتیب دکم‌ویری (شورای ده‌نفره) به عنوان نهادی سیاسی با قدرت قانون‌گذاری تأسیس شد که «از هر جهت حاکم مطلق روم گردید».